# Индийско-филиппинские отношения
Индийско-филиппинские отношения — двусторонние дипломатические отношения между Индией и Филиппинами.

## История
Первым филиппинским послом в Индии был Наркисо Рамос (который позднее стал министром иностранных дел). 16 ноября 1949 года были установлены дипломатические отношения между странами. 11 июля 1952 года Филиппины и Индия подписали в Маниле Договор о дружбе (Treaty of Friendship) с целью укрепления дружественных отношений, существующих между двумя странами. Вскоре после этого было открыто филиппинское посольство в Нью-Дели. Однако из-за разных векторов внешней политики времён холодной войны (Филиппины были союзниками США, а Индия состояла в дружеских отношениях с СССР), развитие двусторонних отношений серьёзно замедлилось.
В 1976 году отношения между странами начали нормализовываться после того, как Адитья Бирла (один из успешных промышленников Индии) встретился с президентом Филиппин Фердинандом Маркосом с целью изучить возможность создания совместных предприятий на Филиппинах. Это привело к созданию совместной текстильной компании Indo-Philippine Textile Mills и к потоку крупных индийских инвестиций в страну. В Indo-Philippine Textile Mills в настоящее время работает 2000 филиппинских рабочих, компания занимает 40 % филиппинского рынка пряжи. В декабре 2012 года Индия выделила правительству Филиппин 200000 долларов США для преодоления последствий тайфуна Бофа.

## Экономические отношения
В 2015 году объём товарооборота между странами составил сумму 1,8 млрд. долларов США. Экспортные товары Индии на Филиппины: транспортные средства, запчасти и аксессуары, фармацевтическая продукция, минеральные масла, замороженное мясо буйволов, бойлеры и механические приборы, зерновые культуры, резиновые изделия, органические химикаты, железо, сталь и хлопок. Импорт Индии из Филиппин: электрическое оборудование, котлы, транспортные средства, жиры животного и растительного происхождения, бумажные изделия, органические химикаты, удобрения, неорганические химические вещества, резиновые изделия, железо и сталь.

## Диаспора
В 2016 году на Филиппинах постоянно проживало около 70000 индийцев, из них 4000 проходили обучение в университетах в качестве студентов.